# گسلمینگ
گسلمینگ (به فرانسوی: Gosselming) یک کمون در فرانسه است که در Canton of Fénétrange واقع شده‌است.

## خصوصیات
گسلمینگ ۱۰٫۱۵ کیلومترمربع مساحت و ۵۳۶ نفر جمعیت دارد و ۳۰۰ متر بالاتر از سطح دریا واقع شده‌است.